# Phyllalia patens
Phyllalia patens is een vlinder uit de familie van de Eupterotidae. De wetenschappelijke naam van de soort is voor het eerst geldig gepubliceerd in 1847 door Boisduval.